# Дворянов Олександр Іванович
Олександр Іванович Дворянов (згідно частини джерел Октябр Іванович Дворянов) (нар. 1929) — радянський футболіст, що грав на позиції захисника. Відомий виступами за луцький футбольний клуб «Волинь» у радянському класі «Б», був першим капітаном клубу в лізі майстрів.

## Клубна кар'єра
Олександр Дворянов розпочав виступи на футбольних полях у складі команди «Динамо» з Тернополя в 1954 році. Після створення команди майстрів класу «Б» у Луцьку Дворянов отримав запрошення приєднатися до нового колективу. Дебютував футболіст у новій команді, яка отримала назву «Волинь», вже у першому її переможному матчі з кіровоградською «Зіркою», відразу ж став капітаном команди.
 Дворянов грав майже постійно під закріпленим № 4, під яким він був відомим як старшим, так і наймолодшим уболівальникам луцької команди, як і інші футболісти 60-х років ХХ століття у складі тогочасного клубу (зокрема, інший захисник Василь Бубало грав під № 6, а Борис Дмитерко грав під № 3). У першому сезоні капітан лучан відіграв за команду 29 матчів, наступного сезону Дворянов також одягав капітанську пов'яку і також зіграв 29 матчів. Проте після закінчення сезону Олександр Дворянов покинув команду, ймовірною причиною чого міг стати ліміт на перебування у складі нижчолігових клубів вікових (старших 30 років) гравців. Подальша доля Олександра Дворянова невідома.